# Władysław Muzyka
Władysław Wiktor Muzyka (ur. 21 maja 1895 we Lwowie, zm. 1 czerwca 1942 w Hamburgu) – pułkownik piechoty Wojska Polskiego, kawaler Orderu Virtuti Militari.

## Życiorys
Syn Błażeja i Marii Dunin-Borkowskiej. Od sierpnia 1915 roku był żołnierzem armii austriackiej, gdzie ukończył szkołę oficerską. W Wojsku Polskim służył od 1 listopada 1918 roku. Podczas wojny z bolszewikami odznaczony został, za odwagę w czasie walki, Krzyżem Srebrnym Orderu Wojennego Virtuti Militari.
Na dzień 1 czerwca 1921 roku pełnił w randze porucznika służbę w 5 pułku piechoty Legionów. Dekretem Naczelnika Państwa i Wodza Naczelnego z dnia 3 maja 1922 (L. 19400/O.V.) został zweryfikowany w stopniu kapitana ze starszeństwem z dniem 1 czerwca 1919 i 949 lokatą w korpusie oficerów piechoty. W wileńskim 5 pułku piechoty Legionów służył do czerwca 1926 będąc awansowanym do rangi majora z dniem 15 sierpnia 1924 w korpusie oficerów piechoty (w 1928 zajmował 211 lokatę w swoim starszeństwie).
Dalsze etapy kariery wojskowej majora Muzyki to służba w 3 pułku strzelców podhalańskich. W maju 1927 został przeniesiony do Batalionu Szkolnego Piechoty nr 5 w Łobzowie (przemianowanego następnie na batalion podchorążych rezerwy piechoty nr 5). Mianowany podpułkownikiem ze starszeństwem z dniem 1 stycznia 1930. 16 maja 1930 przekazał dowództwo batalionu, a z dniem 10 lipca tego roku został przeniesiony do 6 pułku strzelców podhalańskich na stanowisko zastępcy dowódcy pułku. W latach 1931–1935 był komendantem Szkoły Podchorążych Rezerwy Piechoty w Zambrowie, a następnie dowódcą sformowanego na jej bazie batalionu szkolnego podchorążych rezerwy piechoty. W 1935 zajmował 143 lokatę pośród wszystkich podpułkowników piechoty (35 lokatę w swoim starszeństwie). Po ukończeniu kursu dowódców pułków w Centrum Wyszkolenia Piechoty w Rembertowie został zastępcą dowódcy, a potem dowódcą, 7 pułku piechoty Legionów w Chełmie. Awans na stopień pułkownika otrzymał ze starszeństwem z dniem 19 marca 1938.
Na czele tego pułku walczył w kampanii wrześniowej. 8 września 1939 został ciężko ranny w czasie bitwy pod Iłżą i dostał się do niewoli niemieckiej. Przebywał w oflagu X C w Lubece, gdzie włączył się w działalność konspiracyjną i został (w czerwcu 1941) aresztowany przez Gestapo. Przewieziony następnie do więzienia w Hamburgu, gdzie był bestialsko katowany podczas przesłuchań. W hamburskiej katowni popełnił w dniu 1 czerwca 1942 samobójstwo.
Był żonaty z Heleną z Sałkiewiczów, mieli córkę.

## Awanse
- kapitan – 1919
- major – 1924
- podpułkownik – 24 grudnia 1929 roku ze starszeństwem z dniem 1 stycznia 1930 roku i 36. lokatą w korpusie oficerów piechoty
- pułkownik – 19 marca 1938

## Ordery i odznaczenia
- Krzyż Srebrny Orderu Virtuti Militari[1][15] nr 1503
- Krzyż Walecznych (czterokrotnie[8]: po raz 1 i 2 w 1921[16])
- Srebrny Krzyż Zasługi (16 marca 1928)[17][8]
- Medal Pamiątkowy za Wojnę 1918–1921
- Medal Dziesięciolecia Odzyskanej Niepodległości
- Medal 10 Rocznicy Wojny Niepodległościowej (Łotwa)[18]